# 斯特朗 (阿肯色州)
斯特朗（英語：Strong）是一個位於美國阿肯色州尤寧縣的城市。

## 地理
斯特朗的座標為33°06′35″N 92°21′30″W / 33.10972°N 92.35833°W，而該地的平均海拔高度為30米（即98英尺）。

## 人口
根據2020年美國人口普查的數據，斯特朗的面積為4.14平方千米，當中陸地面積為4.14平方千米，而水域面積為0.00平方千米。當地共有人口410人，而人口密度為每平方千米193人。